# Entre-Deux-Mers

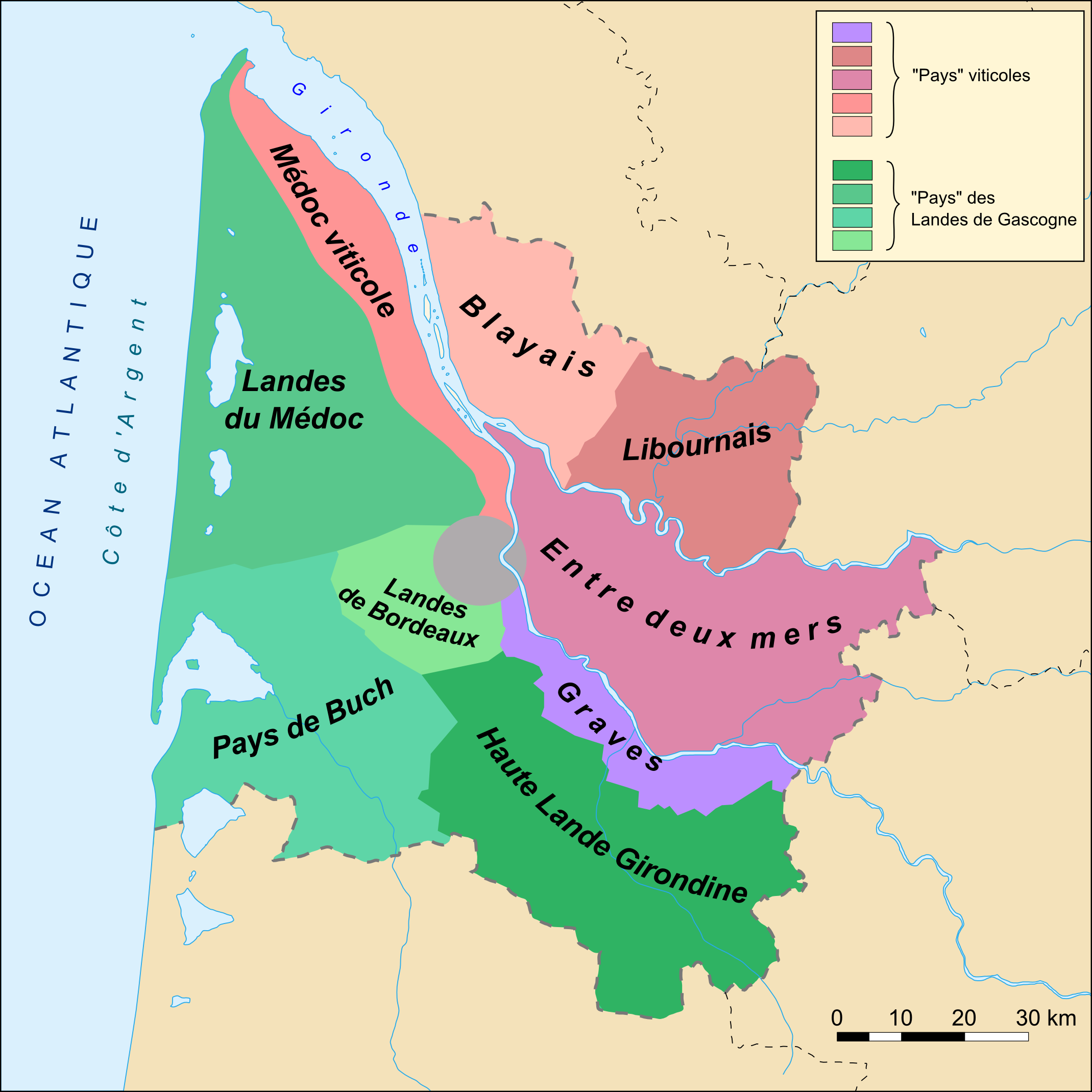
De locatie van Entre-Deux-Mers

Entre-Deux-Mers is een wijngebied in Frankrijk tussen de twee rivieren Dordogne en Garonne. De naam 'Entre-Deux-Mers' betekent letterlijk 'tussen twee zeeën', wat waarschijnlijk voorkomt uit het feit dat de eb- en vloedbewegingen van de Atlantische Oceaan nog ver stroomopwaarts in deze rivieren te merken zijn. Het is met zo'n 6000 hectare aan wijngaarden een van de grootste wijngebieden van de Bordeaux en is dan ook goed voor bijna de helft van alle Bordeauxwijnen. Ondanks dat de meeste van deze wijnen rood zijn, staat de naam Entre-Deux-Mers juist voor witte wijn. Dit omdat de appellation alleen voor witte wijnen geldt.
Het gebied omvat de volgende herkomstbenamingen:
- Cadillac
- Côtes de Bordeaux Saint-Macaire
- Entre-Deux-Mers
- Entre-Deux-Mers Haut-Benauge
- Graves de Vayres
- Loupiac
- Premières Côtes de Bordeaux
- Saint-Foy-Bordeaux
- Sainte-Croix-du-Mont